# Herbie Hide
Herbie Hide, właśc. Herbert Okechukwu Maduagwu (ur. 27 sierpnia 1971 w Amauzari) – brytyjski pięściarz, były dwukrotny mistrz świata organizacji WBO w kategorii ciężkiej.

## Życiorys
Urodził się w nigeryjskim Amauzari, ale gdy był dzieckiem jego rodzina wyemigrowała do Wielkiej Brytanii. Po tytuł zawodowego mistrza świata organizacji WBO sięgnął 19 marca 1994 roku w swojej dwudziestej szóstej zawodowej walce, detronizując Michaela Bentta. Pas stracił już w pierwszej obronie, przegrywając z Riddickiem Bowe. W 1997 roku odzyskał mistrzowski tytuł, pokonując przez TKO w 2 rundzie Tony'ego Tuckera. Tym razem obronił go dwa razy, a w trzeciej obronie doznał porażki z rąk Witalija Kliczko.